# Lucas Lissens
Pour les articles homonymes, voir Lissens.
Lucas Lissens, né le 25 juillet 2001 à Lennik-Saint-Martin en Belgique, est un footballeur belge qui joue au poste de défenseur central au Randers FC.

## Biographie

### En club

#### Jeunesse et formation
Lucas Lissens commence à jouer au football avec les jeunes du KFC Lennik, passe ensuite un an au FCV Dender EH avant de rejoindre les moins de neuf ans du RSC Anderlecht. En mai 2018, il signe son premier contrat professionnel avec Anderlecht, et prolonge ensuite ce contrat jusqu'en 2021 fin avril 2019. Il dispute quatre rencontres de l'UEFA Youth League 2018-2019, lors des deux premiers tours de qualification, mais les moins de 19 ans du Sporting sont éliminés par le Dynamo Kiev.

#### RSC Anderlecht
En partie en raison de la blessure de Matt Miazga, Lucas Lissens est invité à faire ses débuts officiels au sein de l'équipe première d'Anderlecht au cours de la saison 2020-2021. Il est titularisé par Vincent Kompany le 15 décembre 2020, lors d'une rencontre de championnat face au KV Ostende (victoire, 2-1). Il dispute un partie solide mais est exclu à la 69e minute après un tacle dangereux sur Maxime D'Arpino. Lors de cette première saison professionnelle, il glâne encore quelques minutes de jeu lors des matches de Coupe de Belgique contre le RFC Liège, lorsqu'il entre au jeu à la 87e minute pour Matt Miazga (victoire, 0-2), et comme titulaire face à l'Union Saint-Gilloise (victoire, 0-5), ainsi qu'en championnat en étant titulaire contre le KV Courtrai (défaite, 0-2).
Le 11 juin 2021, Anderlecht prolonge son contrat jusqu'à la mi-2024. Mi-octobre 2021, alors qu'il n'a pas encore joué la moindre rencontre avec l'équipe première, sa saison est terminée car il se blesse gravement au genou à l'entraînement et doit faire face à des mois de rééducation.
Lors de la saison 2022-2023, il évolue principalement sous le maillot des RSCA Futures, l'équipe U23 d'Anderlecht, qui évolue en Division 1B à partir de cette saison. Il inscrit son premier but professionnel lors de la 19e journée de Challenger Pro League face au Lierse Kempenzonen (partage, 3-3), doublant l'avantage pour son équipe juste avant la pause, et il délivre à la même occasion sa première passe décisive à Lucas Stassin, lors de l'égalisation en fin de rencontre. Il figure à trois reprises sur le banc de l'équipe première lors de la Ligue Europa Conférence 2022-2023 et dispute deux fois un quart d'heure en entrant au jeu depuis le banc en championnat face au KRC Genk (défaite, 0-2) et en coupe, à nouveau face au Lierse (victoire, 2-2 t. a. b. 9-8).
La saison 2023-2024 démarre de la même manière, sous le maillot des Futures, et, s'il est titulaire avec l'équipe première lors de son entrée en lice en coupe face à la RAAL La Louvière (victoire, 0-1), il lui faut toutefois attendre le 23 décembre pour prendre place sur le banc des remplaçants en championnat.

#### Lyngby BK
Après quatorze ans passés au Sporting et sans réelles perspectives de percer enfin dans le noyau A, fin janvier 2024, il s'engage définitivement avec le club danois de Lyngby BK. Il dispute ses premières minutes sous ses nouvelles couleurs et est titulaire lors de la 18e journée de Superliga face au FC Nordsjælland (défaite, 3-2). Il passe les deux rencontre suivantes sur le banc et est remplaçant pour les deux dernière rencontres de la saison régulière, disputant une vingtaine de minutes de chacune. Durant la même période, il est titulaire avec l'équipe réserve lors de deux rencontres de la « Future Cup », une compétition destinée aux équipes réserves, face au noyau B de l'Alliance Club Horsens (partage, 0-0) et contre l'équipe réserve du FC Midtjylland (victoire, 0-2). Il fait son retour en équipe première lors de la première journée des barrages de relégation, entrant au jeu pour Andreas Bjelland à la 57e minute face au Randers FC (défaite, 6-2). Il est à nouveau remplaçant lors de la rencontre suivante mais est ensuite titulaire lors des huits dernières rencontres de play-offs. Le Lyngby BK achève la saison 2023-2024 à la 10e place et se maintient ainsi au sein de l'élite.
Lucas Lissens entame la saison 2024-2025 dans la peau de titulaire mais doit quitter le jeu blessé lors de la 3e journée à la 52e minute du match contre Brøndby IF (défaite, 0-2). Écarté des terrains les trois semaines suivantes, il fait son retour face au Vejle BK (victoire, 1-0) en montant au jeu à la mi-temps pour Brian Hamalainen. Il ne quitte plus le noyau par la suite, ne manquant qu'une seule rencontre des barrages de relégation pour accumulation de cartons jaunes, devenant ainsi une valeur sûre du championnat danois en impressionnant par sa stabilité, son sens du placement et sa sérénité balle au pied. Il ne peut toutefois pas empêcher le club de se voir relégué en fin de saison.

#### Randers FC
Fin juin 2025, lors du mercato estival, Lucas Lissens signe un contrat de trois saisons avec le Randers FC.

### En sélections nationales
Lucas Lissens compte plusieurs sélections dans chacune des catégories de sélections d'âge internationales belges, des moins de 15 ans aux espoirs. Il est un des pions majeurs des moins de 17 ans avec lesquels il dispute le Championnat d'Europe 2018 où ils atteignent les demi-finales. Il est l'un des joueurs incontournables des moins de 19 ans, dont il est le capitaine à quatre reprises sur dix sélections.

## Statistiques

### En club
| Saison                | Club                  | Championnat           | Championnat | Championnat | Championnat | Coupe(s) nationale(s) | Coupe(s) nationale(s) | Coupe(s) nationale(s) | Autres compétitions | Autres compétitions | Autres compétitions | Autres compétitions | Total | Total | Total |
| Saison                | Club                  | Division              | M.          | B.          | P.d.        | M.                    | B.                    | P.d.                  | Comp.               | M.                  | B.                  | P.d.                | M.    | B.    | P.d.  |
| 2020-2021             | RSC Anderlecht        | Division 1A           | 2           | 0           | 0           | 2                     | 0                     | 0                     | PO1                 | -                   | -                   | -                   | 4     | 0     | 0     |
| 2022-2023             | RSC Anderlecht        | Division 1A           | 1           | 0           | 0           | 1                     | 0                     | 0                     | -                   | -                   | -                   | -                   | 2     | 0     | 0     |
| 2023-2024             | RSC Anderlecht        | Division 1A           | -           | -           | -           | 1                     | 0                     | 0                     | PO1                 | -                   | -                   | -                   | 1     | 0     | 0     |
| Sous-total            | Sous-total            | Sous-total            | 3           | 0           | 0           | 4                     | 0                     | 0                     | -                   | -                   | -                   | -                   | 7     | 0     | 0     |
| 2022-2023             | RSCA Futures          | Division 1B           | 18          | 1           | 1           | -                     | -                     | -                     | PO                  | 9                   | 1                   | 0                   | 27    | 2     | 1     |
| 2023-2024             | RSCA Futures          | Division 1B           | 9           | 2           | 1           | -                     | -                     | -                     | -                   | -                   | -                   | -                   | 9     | 2     | 1     |
| Sous-total            | Sous-total            | Sous-total            | 27          | 3           | 2           | -                     | -                     | -                     | -                   | 9                   | 1                   | 0                   | 36    | 4     | 2     |
| 2023-2024             | Lyngby BK             | Superliga             | 3           | 0           | 0           | -                     | -                     | -                     | PO                  | 10                  | 0                   | 0                   | 13    | 0     | 0     |
| 2024-2025             | Lyngby BK             | Superliga             | 19          | 0           | 1           | 1                     | 0                     | 0                     | PO                  | 9                   | 1                   | 0                   | 29    | 1     | 1     |
| Sous-total            | Sous-total            | Sous-total            | 22          | 0           | 1           | 1                     | 0                     | 0                     | -                   | 19                  | 1                   | 0                   | 42    | 1     | 1     |
| 2025-2026             | Randers FC            | Superliga             | 2           | 0           | 0           | -                     | -                     | -                     | -                   | -                   | -                   | -                   | 2     | 0     | 0     |
| Total sur la carrière | Total sur la carrière | Total sur la carrière | 54          | 3           | 3           | 5                     | 0                     | 0                     | -                   | 28                  | 2                   | 0                   | 87    | 5     | 3     |